# Susanna Madora Salter
Susanna Madora Salter, nata Kinsey (Smith Township, 2 marzo 1860 – Norman, 17 marzo 1961), è stata una politica e attivista statunitense.
Fu eletta sindaco di Argonia nel Kansas nel 1887, diventando così la prima donna eletta sindaco e una delle prime donne ad avere un incarico politico negli Stati Uniti d'America.

## Biografia

### Primi anni di vita e istruzione
Susanna Madora Kinsey nacque nel 1860 nella località di Lamira a Smith Township, nella Contea di Belmont, nell'Ohio. Era la figlia di Oliver Kinsey e Terissa Ann White Kinsey, discendenti da coloni quaccheri inglesi.
All'età di 12 anni si trasferì in Kansas con i suoi genitori, stabilendosi in una fattoria di 80 acri vicino a Silver Lake. Nel 1878 iniziò gli studi al Kansas State Agricultural College (l'attuale Università statale del Kansas) a Manhattan, entrando direttamente al secondo anno, per aver frequentato in precedenza corsi di livello universitario al liceo, ma fu costretta ad abbandonare sei settimane prima della laurea a causa di una malattia.
Mentre frequentava l'università incontrò Lewis Allison Salter (1858-1916), un aspirante avvocato e figlio dell'ex vicegovernatore del Kansas Melville J. Salter. Si sposarono poco dopo, nel 1880, e si trasferirono nel 1882 ad Argonia. Qui Susanna Salter aderì alla locale Woman's Christian Temperance Union, partecipò alle iniziative del Partito Proibizionista e conobbe l'attivista Carrie Nation, nota a livello nazionale.
Nel 1883 diede alla luce ad Argonia il suo secondo figlio, Francis Argonia Salter. Lewis e Susanna Salter ebbero un totale di nove figli, uno dei quali nacque durante il suo mandato di sindaco e morì in tenera età. Dopo la costituzione della città nel 1885, suo padre Oliver Kinsey e suo marito furono eletti rispettivamente primo sindaco e primo segretario comunale. Come moglie del segretario comunale, Susanna divenne responsabile della redazione delle ordinanze della città.

### Elezione

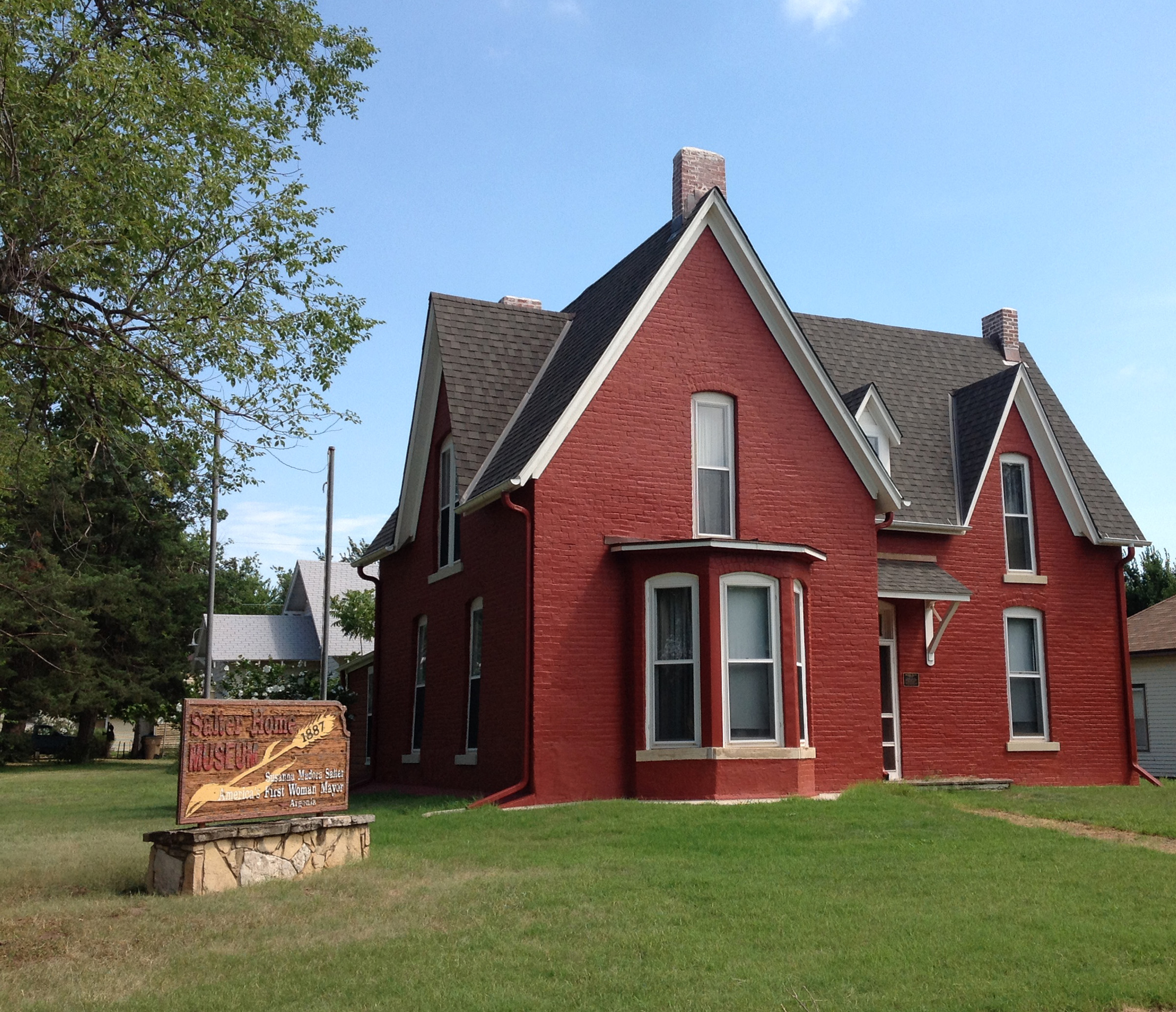
La casa della famiglia Salter ad Argonia, iscritta nel National Register of Historic Places

Salter fu eletta sindaca di Argonia il 4 aprile 1887. La sua elezione fu una sorpresa perché il suo nome era stato inserito nella lista di candidati come scherzo da un gruppo di uomini contrari alle donne in politica; essi speravano così di assicurarsi una sconfitta che avrebbe umiliato le donne e le avrebbe scoraggiate dal candidarsi. Poiché i nomi dei candidati non dovevano essere resi pubblici prima del giorno delle elezioni, Salter stessa non seppe di essere sulla scheda elettorale prima dell'apertura delle urne. Quando, il giorno stesso delle elezioni, decise di accettare la carica se eletta, la Woman's Christian Temperance Union abbandonò il proprio candidato e votò in massa per Salter. Inoltre, il presidente del partito repubblicano locale inviò una delegazione a casa Salter e quando ebbe conferma che la candidata avrebbe accettato la carica se eletta, i repubblicani decisero di votare per lei, contribuendo a garantire la sua elezione con una maggioranza di due terzi.
Sebbene il suo mandato sia stato senza eventi di particolare rilievo, la sua elezione ha generato l'interesse nazionale della stampa, innescando un dibattito sull'opportunità per altre città di seguire l'esempio di Argonia.
Ad una delle prime riunioni del consiglio comunale presieduta dalla neoeletta sindaca Salter partecipò un corrispondente del New York Sun. Egli narrò la storia di Susanna Salter, descrivendone l'abito e il cappello, e sottolineando che presiedeva con grande decoro, che più volte aveva tenuto sotto controllo le discussioni irrilevanti, dimostrando di essere una brava parlamentare. La notizia della sua elezione arrivò sui giornali fino alla Svezia e al Sudafrica. Come compenso per il suo anno di servizio, le venne pagato un dollaro (equivalente a circa 28 dollari nel 2019). Dopo un anno in carica, Salter decise di non concorrere per un nuovo mandato.

## Vita privata
Dopo il suo mandato di sindaco, Susanna Salter e la sua famiglia continuarono a vivere ad Argonia fino al 1893, quando suo marito acquisì un terreno sulla Cherokee Strip ad Alva, in Oklahoma. Dieci anni dopo si trasferirono ad Augusta nella Contea di Woods, dove suo marito lavorò come avvocato e fondò il giornale Headlight.
Alla fine si unirono ai coloni della città per trasferirsi a Carmen, in Oklahoma. Dopo la morte del marito nel 1916, Susanna si trasferì a Norman, per seguire i suoi figli più piccoli durante i loro studi presso l'Università dell'Oklahoma. Visse a Norman per il resto della sua vita mantenendo interesse per le questioni religiose e politiche, ma senza candidarsi a cariche elettive.
Morì il 17 marzo 1961 a Norman due settimane dopo il suo 101º compleanno e fu sepolta ad Argonia, insieme al marito.

## Riconoscimenti
Nel 1933 una targa commemorativa in bronzo in suo onore fu collocata nella piazza di Argonia come prima donna sindaco degli Stati Uniti.
La casa in cui ha vissuto durante il suo mandato di sindaco è stata inserita nel Registro nazionale dei luoghi storici del governo degli Stati Uniti nel settembre 1971.
È protagonista del libro per bambini A Vote for Susanna: The First Woman Mayor del 2010, scritto da Karen M. Greenwald.